# Guatteria elongata
Guatteria elongata este o specie de plante angiosperme din genul Guatteria, familia Annonaceae, descrisă de George Bentham. Conform Catalogue of Life specia Guatteria elongata nu are subspecii cunoscute.